# Tamaryszek rozgałęziony
Tamaryszek rozgałęziony, t. pięciopręcikowy, t. odeski (Tamarix ramosissima Bunge) – gatunek rośliny  należący do rodziny tamaryszkowatych. Pochodzi z południowo-wschodniej Europy oraz Azji, naturalizował się również w Afryce Południowej i w USA. Uznany został za jeden ze 100 najbardziej inwazyjnych gatunków na świecie.

## Morfologia
PokrójDuży, rozłożysty krzew o luźnym pokroju. Ma rózgowate, zwisające pędy o zielonym kolorze.
LiścieSzydlaste lub łuskowate, niebieskawozielone.
KwiatyJasnoróżowe, 5-krotne, zebrane w luźne grona. Mają długość do 3 cm, a ich przysadki są szydlaste i dłuższe od szypułek. Kwitnie w lipcu i sierpniu, zapylany jest przez owady.

## Zastosowanie
Roślina ozdobna. Jest dość często uprawiany w parkach, ogrodach botanicznych i ogródkach przydomowych. Najładniej wygląda podczas kwitnienia, ale dzięki delikatnym i kolorowym pędom jest atrakcyjny również po opadnięciu liści.

## Uprawa

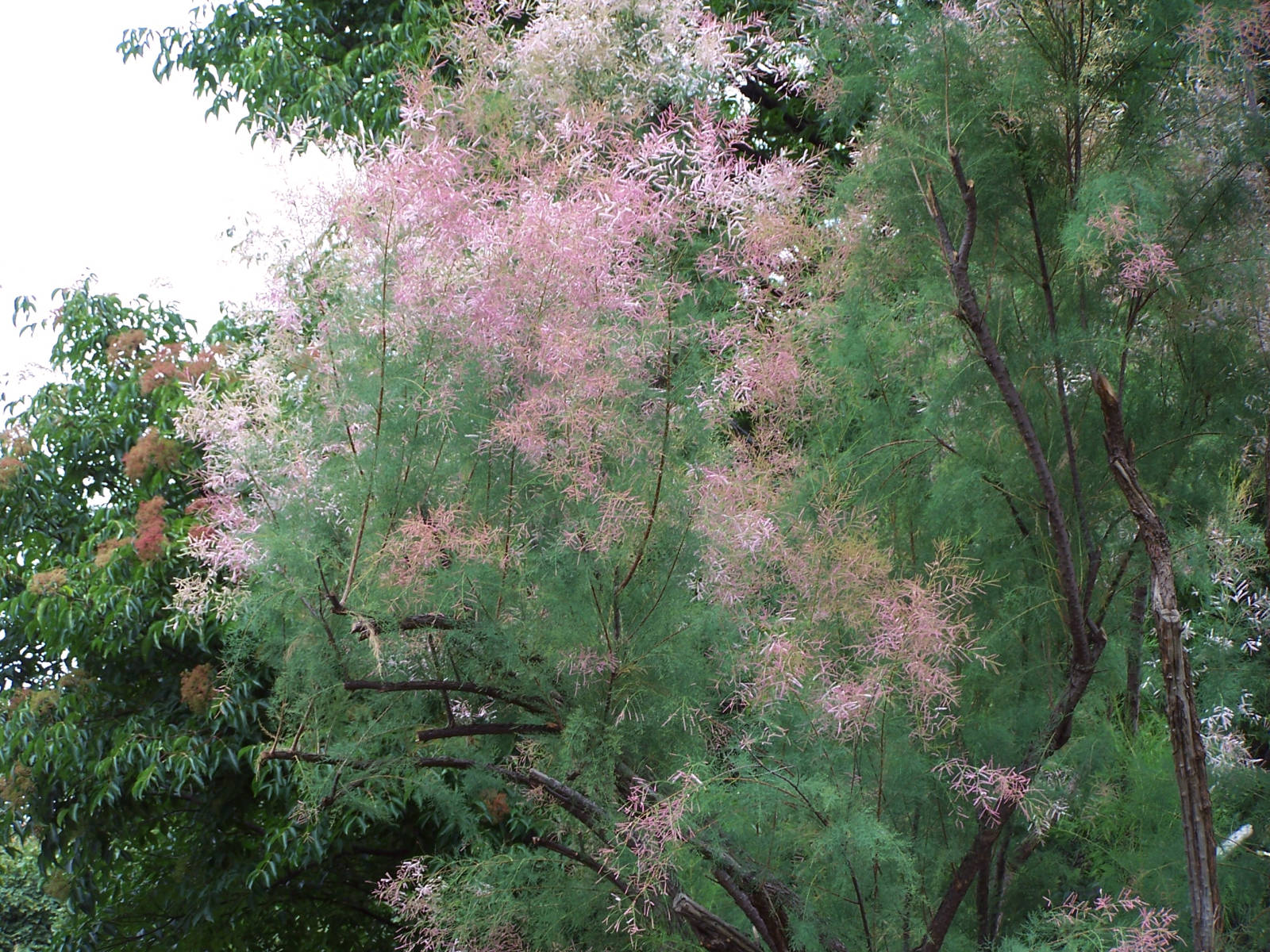
Pokrój

WymaganiaWymaga dużo miejsca, gdyż silnie się rozrasta. Dobrze rośnie na lekkiej i przepuszczalnej glebie, wymaga słonecznego stanowiska. Ma bardzo głębokie korzenie i dlatego jest dość wytrzymały na suszę. Dobrze również znosi zasolenie gleby, nie jest natomiast całkowicie mrozoodporny i w czasie surowych zim może przemarznąć, szczególnie wrażliwe na mróz są młode okazy. Przemarznięte krzewy jednak się odradzają.
Zabiegi pielęgnacyjneCo kilka lat należy go silnie przyciąć, będzie wówczas bardziej zagęszczony i będzie obficiej kwitnął. Również w przypadku przemarznięcia obumarłe pędy należy uciąć nisko nad ziemią. Źle znosi przesadzanie; jeśli jest to konieczne, należy silnie przyciąć mu nadziemne pędy.